# Batthyány-Strattmann László-díjasok listája
A Batthyány-Strattmann László-díjasok azon személyek, akik több évtizeden keresztül végzett, kimagasló egészségügyi szakmai munkásságuk elismeréseként Batthyány-Strattmann László-díjban részesültek. Évente legfeljebb 40 fő kaphatja meg.

## 1994
Az 1994. évi díjakat május 13-án adták át:
- Brezanóczy János, pomázi nyugalmazott körzeti főorvos
- Kántorné Farkas Erzsébet, a Magyar Vöröskereszt Budapesti Vezetősége intézményvezetője, Átmeneti Szálló szállóvezetője
- Lichtenberger György, a Szent Rókus Kórház orvos-igazgatója.

## 1998
- Dr. Somogyi Szilveszter, a Fővárosi Önkormányzat Csepeli Weiss Manfréd Kórházának nyugalmazott osztályvezető főorvosa[2]
- Dr. Budaházy Emil, a Péterfy Sándor Utcai Kórház nyugalmazott főigazgatója

## 1999
- Prof. Dr. Schaff Zsuzsa, az Országos Patológiai Intézet igazgatója
- Prof. Dr. Orgován György, MH Központi Honvédkórház. Általános sebészeti osztály vezetője. MH Fősebész
- Dr. Kiss Viktória, ÁNTSZ Békés Megyei Intézete megyei tisztifőorvosa[3]

## 2000
(Dr. Gógl Árpád egészségügyi miniszter adta át.)
- Szigetvári Györgyné, a Gottsegen György Országos Kardiológiai Intézet főigazgató ápolási helyettese

## 2002. június
- Dr. Szabolcsi István- patológus, A Fejér Megyei Szent György Kórház orvosigazgatója (1990-1997), a patológiai osztály osztályvezető főorvosa

## 2003
- Prof. Dr. Dobozy Attila - a Szegedi Tudományegyetem Általános Orvostudományi Kar Orvos- és Gyógyszerésztudományi  Centrum Bőrgyógyászati és Allergológiai Klinika tanszékvezető egyetemi tanára.
- Dévény Anna gyógytornász, a mozgásszervi sérült gyermekek gyógyítására kifejlesztett speciális manuális technika-gimnasztika módszer kifejlesztője.
- Papp Anna Gabriella – az Egészségügyi, Szociális és Családügyi Minisztérium (2010-től Emberi Erőforrások Minisztériuma) volt főosztályvezetője.[4]
- Dr. Ari Lajos - az Országos Orvosi Rehabilitációs Intézet volt főigazgató helyettese
- Dr. Kisbenedek László - Jahn Ferenc Dél-pesti Kórház és Rendelőintézet, Urológiai Osztály, főorvos

## 2004. március 15.
- Dr. Baráth Lajos – a Szeged Megyei Jogú Város Önkormányzat Kórháza Szegedi Tudományegyetem Általános Orvostudományi Kar Oktató Kórháza gazdasági igazgatója
- Dr. habil Grósz Andor – orvos-ezredes, a Magyar Honvédség Kecskeméti Repülőkórház repülő-főszakorvosa, a Szegedi Tudományegyetem Általános Orvostudományi Kar Repülő- és Űrorvosi Tanszék vezetője
- Kecskés Gábor – a Debreceni Egyetem Orvos- és Egészségtudományi Centrum gazdasági igazgatója
- Dr. Molnár Nándor – az Alsórajk, Felsőrajk, Kilimán és Pötréte községek háziorvosa
- Dr. Demeter József – egy szlovákiai illetve egy németországi kórház kardiológusa

## 2004. július 2.
- Dr. Békefi Dezső – a Komárom-Esztergom Megyei Önkormányzat Szent Borbála Kórház, Tatabánya Csecsemő-, és Gyermekosztályának, nyugalmazott osztályvezető főorvosa
- Gyene Piroska – az Értelmi Fogyatékossággal Élők és Segítőik Országos Érdekvédelmi Szövetsége elnöke
- Prof. Dr. Halász Péter – az Országos Pszichiátriai és Neurológiai Intézet főorvosa
- Dr. Környei Vilmos – a Kaposi Mór Megyei Kórház, Kaposvár Csecsemő és Gyermekosztályának megyei gyermekkardiológus főorvosa
- Dr. Lux Elvira – nyugalmazott szexuál-pszichológus
- Dr. Tőgyi Sándor – Sarud Község Önkormányzatának háziorvosa
- Dr. Vojcek László – szülész-nőgyógyász osztályvezető főorvos, a Budai Irgalmasrendi Kórház, Budapest Főigazgatói Titkárság vezetője

## 2004. december 31. (szül. 134. évforduló)
- Bagó Lászlóné – a Sajóörösi Lakásotthonok igazgatója
- Dr. Czinner Antal – tudományos igazgató, a Fővárosi Önkormányzat Heim Pál Gyermekkórház Belgyógyászati Osztályának vezetője
- Prof. Dr. Döbrössy Lajos – patológus, az Országos Tisztifőorvosi Hivatal tanácsadója
- Dr. Edvi Illés Judit – Budapest Főváros XVI. kerületi Önkormányzat Szakrendelőjének szemész főorvosa
- Dr. Gyárfás Iván – kandidátus, a Gottsegen György Országos Kardiológiai Intézet nyugalmazott osztályvezető főorvosa, a WHO szakértője
- Dr. Herjavecz Irén – az Országos Korányi TBC és Pulmonológiai Intézet főigazgató helyettese, osztályvezető főorvos
- Prof. Dr. Kata Mihály – a Szegedi Tudományegyetem Gyógyszerésztudományi Kar egyetemi tanára
- Dr. Kellermann Péter – háziorvos, az Egészségügyi és Szociális Intézmények Igazgatósága, Kecskemét főigazgató főorvosa
- Prof. Dr. Köteles György – a Fodor József Országos Közegészségügyi Központ Országos Frédéric Joliot-Curie Sugárbiológiai és Sugáregészségügyi Kutató Intézet nyugalmazott igazgató főorvosa
- Dr. Mezey Károly – a Felső-Szabolcsi Kórház, Kisvárda osztályvezető főorvosa
- Prof. Dr. Méhes Károly – Professor Emeritus, a Pécsi Tudományegyetem Általános Orvostudományi Kar Orvosi Genetikai és Gyermekfejlődéstani Intézet tudományos tanácsadója
- Dr. Németh Attila – a Fővárosi Önkormányzat Nyírő Gyula Kórház II. számú Pszichiátriai Osztály osztályvezető főorvosa
- Dr. Pataki László – a móri Városi Kórház-Rendelőintézet Röntgen Osztály nyugalmazott osztályvezető főorvosa
- Dr. Poór Ferenc – a Karolina Kórház Rendelőintézet Kardiológiai Osztály, Mosonmagyaróvár nyugalmazott osztályvezető főorvosa
- Dr. Tompa György – az Oszkó-Olaszfa-Pácsony községek családorvosa
- Tóth Gyuláné – az Állami Népegészségügyi és Tisztiorvosi Szolgálat Budapest Fővárosi Intézete fővárosi vezető védőnője
- Prof. Dr. Tringer László – egyetemi tanár, a Semmelweis Egyetem Általános Orvostudományi Kar Pszichiátriai és Pszichoterápiás Klinika igazgatója
- Vecsei Miklós – az Egészségügyi, Szociális és Családügyi Minisztérium miniszteri biztosa
- Prof. Dr. Vincze Zoltán – a Semmelweis Egyetem Egyetemi Gyógyszertár igazgatója

## 2005. március 15.
(Dr. Rácz Jenő eü. miniszter adta át. Forrás: ).
- Prof. Dr. Endrőczi Elemér – egyetemi tanár, az Országos Laboratóriumi Intézet szaktanácsadója, az Orvostovábbképző Intézet egykori rektora, a Klinikai és Kísérleti Orvosi Laboratóriumi Intézet volt igazgatója,
- Prof. Dr. Fekete György – egyetemi tanár, a Semmelweis Egyetem Általános Orvostudományi Kar II. számú Gyermekgyógyászati Klinika igazgatója
- Dr. Illyés Sarolta – az Egészségügyi Minisztérium Egészségbiztosítási Főosztályának főosztályvezetője
- Dr. Czirner József Országos Mentőszolgálat Közép Dunántúli Mentőszervezet orvosigazgatója (május 10.i Mentőnap alkalmából)
- Prof. Dr. Kásler Miklós – egyetemi tanár, az Országos Onkológiai Intézet főigazgató főorvosa
- Kövesi Ervin – az Egészségügyi Gazdasági Szemle főszerkesztője
- Smrcz Ervin – a Fővárosi Önkormányzat Heim Pál Gyermekkórház főigazgatója
- Dr. Szegedi János – címzetes egyetemi docens, a Debreceni Egyetem Egészségügyi Főiskolai Kar klinikai gyakorlatok igazgatója
- Dr. Tillmann József – Bogyiszló Község Polgármesteri Hivatalának háziorvosa
- Dr. Zaránd Pál – a Fővárosi Önkormányzat Uzsoki Utcai Kórháza Onkoradiológiai Osztályának főorvosa

## 2005. június 5. (Semmelweis-nap)
(Dr. Rácz Jenő eü. min. adta át. Forrás: .)
- Dr. Forgács Sándor – a Fővárosi Önkormányzat Uzsoki Utcai Kórháza Röntgen Osztály osztályvezető főorvosa
- Prof. Dr. Hunyady János – egyetemi tanár, a Debreceni Egyetem Orvos- és Egészségtudományi Centrum Általános Orvostudományi Kar Bőrgyógyászati Klinika igazgatója
- Dr. Votisky Péter – a Fővárosi Madarász utcai Gyermekkórház Fül-orr-gégészeti Osztály főorvosa
- Dr. Kalcseva Szláva – a Budapest, XII. kerületi KALCSEVA Egészségügyi Bt. területi ellátási kötelezettséggel bíró felnőtt háziorvos
- Dr. Ballagi Farkas – a kapuvári Lumniczer Sándor Kórház-Rendelőintézet igazgató főorvosa
- Dr. Borsos Sándor – a Marcali Városi Kórház-Rendelőintézet igazgató főorvosa
- Prof. Dr. Hatvani István – az Országos Gyógyintézeti Központ Szemészeti Osztály osztályvezető főorvosa
- Dr. Baranyai Lajos – főorvos, az Országos Orvosi Rehabilitációs Intézet szakorvosa
- Prof. Dr. Romics Imre – egyetemi tanár, a Semmelweis Egyetem Általános Orvostudományi kar Urológiai Klinika igazgatója
- Prof. Dr. Acsády György – egyetemi tanár, A Semmelweis Egyetem Ér- és Szívsebészeti Klinika klinikavezetője
- Dr. Ribiczey Pál – a Zala Megyei Kórház Infektológiai Osztály osztályvezető főorvosa
- Dr. Csepregi Gyula – az Országos Baleseti és Sürgősségi Intézet Intenzív Osztály osztályvezető főorvosa
- Dr. Szerafin László – a Szabolcs-Szatmár-Bereg Megyei Önkormányzat Jósa András Megyei Kórháza II. számú Belgyógyászati Osztály osztályvezető főorvosa

## 2005. augusztus 19.
(Dr. Szakács Imre, a Győr-Moson-Sopron megyei közgyűlés elnöke adta át. Forrás: , ).
- Stánitz Józsefné nyugdíjas óvónő, Győr-Moson-Sopron megye szociális ellátásáért és gyermekvédelméért

## 2005. október 28. (szül. 135. évf.)
- Prof. Dr. Bauer Miklós – Professor Emeritus, a Pécsi Tudományegyetem Általános Orvostudományi Kar Fül-Orr-Gégeklinika igazgató helyettese
- Prof. Dr. Tóth József – az Országos Onkológiai Intézet főorvosa.
- Prof. Dr. Sugár János – az Orvostovábbképző Egyetem Onkopatológiai Tanszékének vezető professzora, nyugalmazott szaktanácsadó.
- Dr. Trestyánszky Zoltán – egyetemi adjunktus, a Debreceni Egyetem Orvos- és Egészségtudományi Centrum Egyetemi Gyógyszertár intézeti vezető főgyógyszerésze
- Dr. Drahos Ilona – a Szent Rókus Kórház és Intézményei III. számú Belgyógyászati Osztály osztályvezető főorvosa.
- Ferenczy Tibor – az Országos Mentőszolgálat Pest Megyei Mentőszervezet szolgálatvezetője.
- Dr. Uhereczky Gábor – a Svábhegyi Állami Gyermekgyógyintézet IV. számú Gyermek-tüdőgyógyászati Osztály osztályvezető főorvosa.
- Dr. Pikó Károly – orvosigazgató, a Szabolcs-Szatmár-Bereg Megyei Önkormányzat Jósa András Kórház Sürgősségi és Betegellátó Osztály osztályvezető főorvosa
- Dr. Vágó Péter – a Fővárosi Önkormányzat Központi Stomatológiai Intézet főigazgatója

## 2006. március 15.
(Dr. Rácz Jenő eü. miniszter adta át. Forrás: )
- Dr. Beranek László – belgyógyász, a tiszafüredi Sanitas Corporis Kft. ügyvezetője
- Prof. Dr. Ilyés István – a Debreceni Egyetem Orvos- és Egészségtudományi Centrum Családorvosi Tanszék egyetemi tanára
- Dr. Major Mária – az Egészségügyi Minisztérium gazdasági helyettes államtitkára
- Prof. Dr. Husz Sándor – a Szegedi Tudományegyetem Szent-Györgyi Albert Orvos-és Gyógyszertudományi Centrum Bőrgyógyászati és Allergológiai Klinika egyetemi tanára
- Dr. Éliásné dr. Kertész Györgyi – az Országos Orvosi Rehabilitációs Intézet Gerincvelő Harántsérült Bénultak Rehabilitációs Osztályának osztályvezető főorvosa
- Dr. Hoffer György – az Országos Orvosszakértői Intézet Székesfehérvári I. fokú Bizottságának nyugalmazott főorvosa. Távollétében a kitüntetést lánya, Hoffer Judit vette át
- Prof. Dr. Czopf József – a Pécsi Tudományegyetem Általános Orvostudományi Kar Neurológiai Klinika egyetemi tanára
- Néhai Dr. Orbán István – az EGIS Gyógyszergyár Rt. vezérigazgatója. A kitüntetést özvegye, Dr. Orbán Istvánné vette át

## 2006. július 3.
- Dr. Antal Károly – a keszthelyi Városi Kórház Pszichiátriai és Addiktológiai Szakrendelés főorvosa
- Dr. Arday András – Csenger Város Önkormányzata Népjóléti és Szociális Alapszolgáltatási Központ intézményvezető főorvosa
- Dr. Bazsó Péter – a MÁV Kórház és Rendelőintézet orvosigazgatója
- Dr. Demeter János – az orvostudományok kandidátusa, a Szent Rókus Kórház és Intézményei Szülészet-nőgyógyászati Osztály osztályvezető főorvosa
- Dr. Fekete Csaba – a MÁV Kórház és Rendelőintézet II. számú Sebészeti Osztály főorvosa
- Prof. Dr. Götz Frigyes – egyetemi tanár, a Pécsi Tudományegyetem Általános Orvostudományi Kar Urológiai Klinika professor emeritusa
- Dr. Harsányi Ádám – az Országos Gyógyintézeti Központ Kardiológiai és Belgyógyászati Osztály Intenzív Részleg főorvosa
- Dr. Hoffer Izabella – az Országos Vérellátó Szolgálat szakmai főigazgató-helyettese
- Dr. Kapusz Nándor – a Debreceni Egyetem Orvos- és Egészségtudományi Centrum Centrumelnöki Hivatal főtanácsosa
- Prof Dr. Leel-Össy Lóránt – egyetemi magántanár, a Magyar Tudományos Akadémia doktora, az esztergomi Vaszary Kolos Kórház nyugalmazott osztályvezető főorvosa
- Prof. Dr. Lombay Béla – a Borsod-Abaúj-Zemplén Megyei Kórház és Egyetemi Oktató Kórház Gyermekradiológiai Osztály osztályvezető főorvosa
- Prof. Dr. Repa Imre – a Kaposi Mór Oktató Kórház főigazgatója
- Söményi Gáborné – a Fővárosi Önkormányzat Szent István Kórház-Rendelőintézet I. sz. Belgyógyászati és Kardiológiai Osztály főnővére
- Dr. Szabó Zoltán – a Bács-Kiskun Megyei Önkormányzat Kórháza Urológiai Osztály osztályvezető főorvosa
- Dr. Szily Ferenc – a Tolna Megyei Önkormányzat Balassa János Kórház Röntgen és Ultrahang Diagnosztikai Osztály főorvosa
- Prof. Dr. Szobor Albert – a Fővárosi Önkormányzat Jahn Ferenc Dél-Pesti Kórház Neurológiai Osztály szakfőorvos, az Országos Myasthénia Központ vezetője
- Dr. Szőke Judit – címzetes egyetemi docens, a Fővárosi Gyermekfogászati Prevenciós Szolgálat fog- és szájbetegségek szakorvosa
- Prof. Dr. Szűcs Attila – a Bács-Kiskun Megyei Önkormányzat Kórháza Pszichiátriai Osztály osztályvezető főorvosa
- Vinkler Lajosné – a Veszprém Megyei Önkormányzat Csolnoky Ferenc Kórház-Rendelőintézet ápolási igazgatója

## 2006. október 28. (szül.136. évf.)
- Dr. Cserháti Géza – a mosonmagyaróvári Karolina Kórház-Rendelőintézet Sebészeti Osztály osztályvezető főorvosa
- Dr. Erős András – a váci Jávorszky Ödön Városi Kórház főigazgatója
- Dr. Győri Imre – a gyöngyösi Bugát Pál Kórház II. számú Belgyógyászati Osztály osztályvezető főorvosa
- Dr. Harsányi Zsolt – a Nagykőrös Város Önkormányzat Rehabilitációs Szakkórháza és Rendelőintézete főigazgatója

## 2007. október 28. (szül. 137. évf.)
- Dr. Bálint András – a Budapest, XX. kerület Egészségügyi Szolgálat családorvosa
- Demarcsek Ferencné – Tiszaszalka Község Önkormányzatának védőnője
- Dr. Eőry Ajándok – a Magyar Máltai Szeretetszolgálat hajléktalan embereket gyógyító orvosa
- Dr. Gárdai Kálmán – Tata Városi Rehabilitációs Szakkórház és Rendelőintézet Központi háziorvosi ügyelet vezető főorvosa,
- Prof. Dr. Iványi Béla – a Szegedi Tudományegyetem Általános Orvostudományi Kar Patológiai Intézet igazgató–helyettese
- Kiss Ernőné – a Budapest, XV. kerületi önkormányzat Egészségügyi Intézménye csoportvezető asszisztense
- Dr. Kricsfalvi Péter – a DIMENZIÓ Önkéntes Kölcsönös Egészségpénztár ügyvezetője
- Dr. Kurimay Tamás – a Fővárosi Önkormányzat Szent János Kórház Pszichológiai Osztály osztályvezető főorvosa
- Dr. Molnár Márk Péter – az Országos Egészségbiztosítási Pénztár főosztályvezetője
- Prof. Dr. Nemesánszky Elemér – a Gasztroenterológiai Szakmai Kollégium tagja, a Fővárosi Önkormányzat Szent János Kórház Hepatológiai Intézet szaktanácsadója
- Nyuliné Vatai Piroska – a Gottsegen György Országos Kardiológiai Intézet Csecsemő és Gyermek Anaesthesiológia részlegvezető asszisztense
- Péterfia Éva – az Országos Tisztifőorvosi Hivatal főosztályvezetője
- Prof. Dr. Rákóczi István – a Fővárosi Önkormányzat Szent Imre Kórház Operatív Szakmák Mátrix Szervezete Szülészeti–Nőgyógyászati Profil profilvezető főorvosa, intézetvezető főorvos
- Dr. Szántó Istvánné – a soproni Állami Szanatórium főigazgató–helyettese, gazdasági igazgatója,
- Dr. Vajda János – a Pécs Megyei Jogú Város Egyesített Egészségügyi Intézmények Igazgatósága igazgató főorvosa

## 2010. október 28. (szül.140. évf.)
- Dr. Baikó Erzsébet, a Győr-Moson-Sopron Megyei Alpokalja Szociális Központ intézményvezetője
- Dr. Fain András, a Komárom-Esztergom Megyei Önkormányzat Szent Borbála Kórházának orvos-igazgatója
- Dr. Gábris Katalin, a Semmelweis Egyetem Fogorvostudományi Kar Gyermekfogászati és Fogszabályozási Klinika egyetemi docense
- Prof. Dr. Kovács Ádám, a Szegedi Tudományegyetem Fogorvostudományi Kar Szájsebészeti Tanszékének nyugalmazott egyetemi tanára
- Prof. Dr. Márkus Béla, a Vas Megyei Markusovszky Lajos Általános, Rehabilitációs és Gyógyfürdő Kórház, Egyetemi Oktatókórház Zrt. Általános és Érsebészeti Osztályának osztályvezető főorvosa
- Dr. Pelényi Attila, a Fővárosi Önkormányzat Szent János Kórháza és Északbudai Egyesített Kórházai Gyermeksebészeti és Égési Osztályának megbízott osztályvezető főorvosa[5]
- Prof. Dr. Poór Gyula, az Országos Reumatológiai és Fizioterápiás Intézet főigazgató főorvosa
- Dr. Sárkány Angyalka, Szarvas Város nyugalmazott háziorvosa, a Középhalmi Missziói Alapítvány volt kuratóriumi elnöke
- Dr. Sepp Csaba, a Sepp és Egyedi Egészségügyi Szolgáltató és Kereskedelmi Kft. házi-gyermekorvosa
- Prof. Dr. Soós Gyöngyvér, a Szegedi Tudományegyetem Gyógyszerésztudományi Kar Klinikai Gyógyszerészeti Intézetének egyetemi tanára
- Dr. Tóth László, a Borsod-Abaúj-Zemplén Megyei Kórház és Egyetemi Oktató Kórház szakmai igazgató-helyettese
- Dr. Kovács Gábor Csongor, a Fővárosi Önkormányzat Jahn Ferenc Dél-pesti Kórháza volt orvos-igazgatója (posztumusz)

## 2011. február 15.
Az ajkai vörösiszap-katasztrófa során tanúsított helytállásáért
- Dr. Sirák András - Velence város vállalkozó háziorvosa, megyei szakfelügyelő főorvos

## 2015. november 4.
- Dr. Ambrus József, Hargita Megyei Mentőszolgálat Székelyudvarhelyi Mentőállomásának vezető főorvosa
- Aranyosi Gáborné, a Semmelweis Egyetem, II. sz. Gyermekgyógyászati Klinika klinikavezető főnővére
- Prof. Dr. Borbola József, a Gottsegen György Országos Kardiológiai Intézet szakorvosa
- Dr. Csépány Tünde Cecília, a  Debreceni Egyetem Általános Orvostudományi Kar Neurológiai Tanszék egyetemi docense
- Prof. Dr. Gorzó István, a Szegedi Tudományegyetem Fogorvostudományi Kar Parodontológiai Tanszék professor emeritusa
- Harsányi Imre István, a kisvárdai Felső-Szabolcsi Kórház főigazgatója
- Hidasi Ágnes, az Országos Egészségbiztosítási Pénztár Ellátási Pénzügyi és Számviteli Főosztály főosztályvezetője
- Dr. Kovács Ferenc, a Szent  János Kórház és Észak-Budapesti Egyesített Kórházak Budai Gyermekkórházának gyermekpszichiátere
- Dr. Kőszegfalvi Edit, a Bács-Kiskun Megyei Kórház Jogi Osztályának osztályvezetője
- Majorosné dr. Melles Márta, az Országos Epidemiológiai Központ főigazgató  főorvosa

## 2016. március 15.
- Dr. Balogh Emil, a csopaki háziorvos, oktató családorvos,
- Dr. Bartyik Katalin, a Szegedi Tudományegyetem, Általános Orvostudományi Kar, Gyermekgyógyászati Klinika és Gyermekegészségügyi Központ egyetemi docense,
- Dr. Decastello Alice, budapesti háziorvos, felülvéleményező főorvos, címzetes egyetemi docens,
- Dr. Flaskó Tibor, a Debreceni Egyetem Klinikai Központ, Urológiai Klinika igazgatója, egyetemi docens,
- Prof. Dr. Jermendy György, a Bajcsy-Zsilinszky Kórház és Rendelőintézet főorvosa,
- Dr. Kőszeginé dr. Szalai Hilda, az Országos Gyógyszerészeti és Élelmezés-egészségügyi Intézet főigazgató-helyettese,
- Dr. Párducz László, a Békés Megyei Pándy Kálmán Kórház Szülészet-Nőgyógyászati Osztály osztályvezető főorvosa,
- Dr. Sikorszki László, a Borsod-Abaúj-Zemplén Megyei Kórház és Egyetemi Oktató Kórház osztályvezető helyettes főorvosa,
- Dr. Sólyom János, a Semmelweis Egyetem II. sz Gyermekgyógyászati Klinika nyugalmazott egyetemi tanára,
- Dr. Szabó János, a fővárosi Szent Rókus Kórház orvosigazgatója,
- Dr. Vadász Pál, az Országos Korányi TBC és Pulmonológiai Intézet főigazgató-helyettese,
- Zsoldos Gézáné dr. Tóth Zsuzsanna, a Semmelweis Egyetem Fogorvostudományi Kar Konzerváló Fogászati Klinika igazgatója, egyetemi docens.

## 2019. március 15.[6]
- Dr. Magócs Gusztáv, a létavértesi Háziorvosi Szolgálat háziorvosa,
- Szántó Lászlóné dr. Takács Erzsébet, a debreceni Allergológiai Járóbeteg Szakrendelés főorvosa,
- Dr. Urbancsek Hilda(wd), a Debreceni Egyetem Klinikai Központ Onkológiai Intézet Sugárterápia osztály egyetemi adjunktusa.

## 2022 május[7]
- Bellyei Szabolcs onkológus
- Fogl Magdolna háziorvos, tüdőgyógyász[8]
- Jenei Zoltán, a Debreceni Egyetem tanszékvezető egyetemi docense
- Melegh Béla, a Pécsi Tudományegyetem egyetemi tanára
- Tóth Judit, a Debreceni Egyetem onkológusa
- Vályi-Nagy István, a Dél-pesti Centrumkórház főigazgatója